# Sistema de contradições econômicas
Sistema de contradições econômicas, também conhecido como Filosofia da Miséria, (em francês, Système des contraditions économiques ou Philosophie de la misère) é um livro de Pierre Joseph Proudhon publicado em 1846, a obra contém críticas ao sistema econômico capitalista mas discordando do autoritarismo e das ideias centralistas do marxismo.

## Citações
Socialismo é impotente para satisfazer as mentes: é a partir de agora, naqueles a quem subjuga, apenas um novo preconceito para destruir, e, naqueles que propagam-no, um charlatanismo para desmascarar, porém mais perigoso porque quase sempre sincero.
Em resposta ao livro, Karl Marx escreveu a Miséria da Filosofia, escrito em 1847 e publicado em Paris e Bruxelas. Nele, Marx critica a Economia e Filosofia de Pierre-Joseph Proudhon fazendo uma ironia com o subtítulo da obra do adversário. Ambos os livros enfrentaram o boicote e o silêncio dos autores liberais em suas terras de origem, por isso "Contradições…" vendeu pouco na França e "Miséria…" pouco na Alemanha. O livro proudhoniano porém se tornou um sucesso no meio operário europeu fora da França, tendo ganhado várias reedições na Alemanha (justamente a terra de Marx).
Proudhon chegou a esboçar um artigo que ironizaria Marx colocando como título Sr. Marx. Tal obra faz parte dos escritos ainda não publicados de Proudhon.
Esse confronto entre as duas obras resultou no rompimento definitivo entre os dois autores, Marx tornando-se como um dos ícones do movimento socialista e Proudhon do movimento anarquista.

## Obra
1. Pierre Joseph Proudhon, Sistema das contradições econômicas, Anarquismo, Catania, 1975, p. 491.